# Сергеєвське (Гагарінський район)
Сергеєвське (рос. Сергеевское) — присілок Гагарінського району Смоленської області Росії. Входить до складу Токарєвського сільського поселення.
Населення — 44 особи. 